# World Series 1926
Le World Series 1926 sono state la 23ª edizione della serie di finale della Major League Baseball al meglio delle sette partite tra i campioni della National League (NL) 1926, i St. Louis Cardinals e quelli della American League (AL), i New York Yankees. A vincere il loro primo titolo furono i Cardinals per quattro gare a tre.
Questa fu la prima apparizione in finale per Cardinals e il primo di undici titoli nella storia della squadra. Gli Yankees disputavano le loro quarte World Series in sei anni, avendo conquistato quelle del 1923. Babe Ruth batté tre fuoricampo in gara 5, un primato delle World Series eguagliato quattro volte da allora ma mai superato.

## Sommario
St. Louis ha vinto la serie, 4-3.
| Gara | Data       | Risultato                                                  | Stadio           | Tempo | Pubblico |
| ---- | ---------- | ---------------------------------------------------------- | ---------------- | ----- | -------- |
| 1    | 2 ottobre  | St. Louis Cardinals – 1, New York Yankees – 2              | Yankee Stadium   | 1:48  | 61.658   |
| 2    | 3 ottobre  | St. Louis Cardinals – 6, New York Yankees – 2              | Yankee Stadium   | 1:57  | 63.600   |
| 3    | 5 ottobre  | New York Yankees – 0, St. Louis Cardinals – 4              | Sportsman's Park | 1:41  | 37.708   |
| 4    | 6 ottobre  | New York Yankees – 10, St. Louis Cardinals – 5             | Sportsman's Park | 2:38  | 38.825   |
| 5    | 7 ottobre  | New York Yankees – 3, St. Louis Cardinals – 2 (10 innings) | Sportsman's Park | 2:28  | 39.552   |
| 6    | 9 ottobre  | St. Louis Cardinals – 10, New York Yankees – 2             | Yankee Stadium   | 2:05  | 48.615   |
| 7    | 10 ottobre | St. Louis Cardinals – 3, New York Yankees – 2              | Yankee Stadium   | 2:15  | 38.093   |

## Hall of Famer coinvolti
- Umpires: Bill Klem, Hank O'Day
- Cardinals: Grover Cleveland Alexander, Jim Bottomley, Chick Hafey, Jesse Haines, Rogers Hornsby (giocatore-manager), Billy Southworth‡
- Yankees: Miller Huggins (manager), Earle Combs, Lou Gehrig, Tony Lazzeri, Herb Pennock, Babe Ruth, Waite Hoyt

‡ introdotto come manager